# Serge Perathoner
Serge Perathoner est un compositeur, claviériste, arrangeur et directeur musical français, né le 27 juin 1953 à Longchamp-sur-Aujon (Aube).
Il a été musicien de studio et arrangeur pour les chanteurs Yves Simon, Michel Berger, Luc Plamondon, France Gall, Johnny Hallyday, Sylvie Vartan, Céline Dion.
Il est arrangeur des comédies musicales Starmania et Notre-Dame de Paris, et compositeur de musiques de films de cinéma et d'émissions de télévision comme Ushuaïa et Navarro.
Il a exercé des responsabilités dans plusieurs organisations professionnelles du secteur de la musique et a notamment été président du conseil d’administration de la Sacem.

## Biographie
Serge Perathoner a pour parrain Jean Renard. Il étudie au Conservatoire national de Troyes, puis au Conservatoire national supérieur de musique de Paris en classe de piano, musique de chambre et écriture. Il débute au Club Méditerranée comme musicien GO 1972-1973. À Paris en 1974, pendant son service militaire, il rencontre Yves Simon pour son premier Olympia et crée son groupe de jazz-rock qu'il baptise « Transit-Express ». Les arrangements de la musique de film Diabolo menthe en 1977 constituent sa première expérience pour le cinéma. Puis il forme avec le violoniste américain David Rose le groupe « Blue Rose » chez Epic Records New-York dont l’album est classé au billboard.
En studio ou sur scène, Serge Perathoner a accompagné France Gall, Michel Berger, Johnny Hallyday, Sylvie Vartan, Richard Cocciante, Nilda Fernández, Marie-Paule Belle, Jane Birkin, Yves Simon, Lio, Bruno Pelletier, Gérard Manset, etc.
Comme arrangeur et directeur musical, il a réalisé des albums pour Céline Dion et France Gall. Proche collaborateur de Michel Berger, il assure les arrangements et la direction musicale des opéras-rock Starmania (versions 1988 et 1993) et La Légende de Jimmy (1990). Puis l’auteur Luc Plamondon et le compositeur Richard Cocciante lui confient ceux de la comédie musicale Notre-Dame de Paris (1998), succès mondial dans 19 pays.
Également compositeur, il crée des musiques d’émissions de télévision (Ushuaïa, Opération Okavango), de pubs (Haribo), de séries (Navarro, Fabio Montale avec Alain Delon), de ballets (Roland Petit) et d'une vingtaine de films de cinéma. Il travaille régulièrement depuis le tout début avec Pierre et Marc Jolivet pour le cinéma, la télévision et le théâtre.
En 1991, il fonde avec Jannick Top la société « Piano Bass Music Édition » (PBME), productrice et éditrice de la majorité de ses compositions, dont le générique tubeste de l’émission de Nicolas Hulot Ushuaïa.
Engagé pour la défense du droit d’auteur et des métiers de la musique depuis de très nombreuses années, il a exercé différentes responsabilités au sein d’organisations professionnelles, du secteur musical comme la Sdrm, Le Studio des Variétés... Après en avoir été secrétaire général de 2018 à 2022, il a été président du conseil d’administration de la Sacem de 2022 à 2023.
Il a un fils, Johann Perathoner, qui est artiste plasticien.

## Distinctions
- Officier de l'ordre des Arts et des Lettres (2023)
- Médaille de la ville de Troyes (2023)
- Grand prix Sacem de la musique pour l'image (2024)

## Filmographie

### Compositeur pour la télévision
(Sauf mention contraire, les œuvres citées sont issues de l'Internet Movie Database).

#### Magazines
- 1987-1996 : Ushuaïa, le magazine de l'extrême, de Nicolas Hulot[4]
- 1996-1998 : Opération Okavango, de Nicolas Hulot
- 1998-2012 : Ushuaïa Nature, de Nicolas Hulot[5]

#### Séries télévisées
- 1989 : Opération Mozart d'Alain Nahum[6],[7]
- 1990-2005 : Navarro de Patrick Jamain
- 1993 : Haute Tension, épisode Mortelles rencontres
- 1993 : Clovis de François Leterrier avec Sonia Vollereaux et Michel Galabru[8]
- 1994 : Extrême Limite
- 1995 : François Kléber de Patrick Jamain
- 1996 : Groupe Nuit
- 1997 : Maître Da Costa de Nicolas Ribowski[9]
- 1998 : Groupe Nuit, épisode Dette d'honneur
- 2002 : Fabio Montale de José Pinheiro
- 2003 : Le Bleu de l'océan de Didier Albert
- 2002-2007 : Alex Santana, négociateur de José Pinheiro
- 2004 : Le Proc, épisode Pilote, TF1 d'Éric Kristy
- 2007 : Brigade Navarro, épisodes Trafics d'influences et Carambolages

#### Unitaires
- 1993 : Connection de Patrick Jamain
- 2003 : Le Lion, France 2 de José Pinheiro
- 2005 : Mademoiselle Navarro de Jean Sagols
- 2006 : Concours de danse à Piriac de Marc Jolivet
- 2011 : La Mauvaise Rencontre de Josée Dayan

#### Documentaires
- Une vie de chevreuil de Guy Sauvage
- Les oiseaux du Marquenterre de Guy Sauvage
- Une vie de chamois de Guy Sauvage
- L'Eau et les Hommes de Pierre Willemin (diffusé à La Géode au format IMAX)
- Le Parc national du Mercantour de Guy Sauvage
- Moonbeam IV de Jacques Laîné

#### Publicités
- Haribo[10], Champagne Lanson, Bridel, etc.

### Compositeur pour le cinéma
(Sauf mention contraire, les œuvres citées sont issues de l'Internet Movie Database).

#### Longs métrages
- 1979 : Paco l'infaillible, de Didier Haudepin
- 1985 : Strictement personnel, de Pierre Jolivet
- 1986 : Le Complexe du kangourou, de Pierre Jolivet
- 1989 : Force majeure, de  Pierre Jolivet
- 1991 : Fortune Express, de Olivier Schatzky
- 1991 : Simple Mortel, de Pierre Jolivet
- 1993 : À l'heure où les grands fauves vont boire, de Pierre Jolivet
- 1997 : Fred, de Pierre Jolivet
- 1998 : En plein cœur, de Pierre Jolivet
- 2001 : Origine contrôlée, de Zakia Bouchaala
- 2002 : Le Frère du guerrier, de Pierre Jolivet
- 2003 : Filles uniques, de Pierre Jolivet
- 2003 : Bienvenue chez les Rozes, de Francis Palluau
- 2005 : Vive la vie, de Yves Fajnberg

#### Courts métrages
- 1978 : Au Clair de la Lune, de Mireille de Caevel
- 1985 : Le hasard mène le jeu, de Pierre Chenal
- 1986 : On a volé mon histoire d'Amour, de Jean-Pierre Gibrat
- 1990 : Le Pont du Silence, de Martine Bureau
- 1996 : Sans Regret, de Guillaume Canet
- 2001 : Pourquoi t'as fait ça, de Jean-Marc Minéo
- 2013 : Le Vivant-Mort, de Maxime Ropars
- 2014 : Dans l'Encre du Loup, de Igor Deus[11]
- 2015 : Marlowe, de Sarah Barzyk

#### Arrangeur pour le cinéma
- 1977 : Diabolo menthe, de Diane Kurys, musique d'Yves Simon
- 1992 : Après l'amour, de Diane Kurys musique d'Yves Simon

## Spectacles

### Scène (claviers, arrangeur et directeur musical)
- 1974-1977 : Yves Simon à l'Olympia (Paris), théâtre de la Ville, Élysée-Montmartre puis tournée en France, et à Hambourg, Osaka, Tokyo
- 1975 : Nancy Holloway avec Transit-Express, Aux Trois Mailletz
- 1975-1977 : Transit Express, théâtre de la Ville, théâtre Fontaine puis tournée en France, et à Lausanne, Hambourg, Osaka, Tokyo
- 1978-1980 : David Rose Group, Élysée-Montmartre puis tournée en France
- 1980-1982 : Rose, tournée en France
- 1981-1985 : Marie-Paule Belle, au Théâtre de la Ville puis tournée en France, et à Doha - Qatar, Bruxelles
- 1984 : Alexandre Révérend au Théâtre de la Ville
- 1984 : France Gall au Zénith de Paris  puis tournée en France, en Belgique et en Suisse
- 1984 : Marc Lavoine à l'Olympia (Paris)
- 1985 : Manu Dibango au Palace (Paris) et Philharmonie de Berlin
- 1985 : Édith Butler au Théâtre de la Ville puis tournée en France, et Festival Hull (Québec)
- 1986 : Michel Berger au Zénith de Paris puis tournée en France, Bruxelles, île de la La Réunion
- 1987 : Jane Birkin au Bataclan (Paris) puis tournée en France
- 1987-1988 : France Gall au Zénith de Paris puis tournée en France, Suisse, Belgique
- 1993 : Johnny Hallyday Parc des Princes 1993 au Parc des Princes
- 1993-1994 : France Gall, Simple je – Débranchée à Bercy, tournée en France et à Dakar
- 1995 : Zizi Jeanmaire, chorégraphie de Roland Petit, musique de Serge Gainsbourg au Zénith de Paris, et à Turin
- 1995 : Nuits de Champagne à Troyes, hommage à Michel Berger avec Jannick Top, Claude Salmiéri, Denys Lable, et Réjane Perry
- 1997 : Danse sur le Port, ballet de Roland Petit, création à Marseille
- 2007-2010 : Sylvie Vartan au Palais des congrès et l'Olympia, puis à Tokyo, New York, Montréal, Barcelone, Bruxelles, Genève,Istanbul, Sofia
- 2007 : Yves Simon à l'Olympia (Paris) puis tournée en France et aux Francofolies de Spa
- 2008-2010 : Marc Jolivet pour Mon Frère l'Ours Blanc à la salle Gaveau (Paris) puis tournée en France, Festival de Montreux
- 2009 : Caroline Grimm pour Olympe de Gouges au Petit Théâtre de Paris
- 2010-2011 : Liane Foly pour La Folle part en cure, Le Palace (Paris), Le Grand Rex puis tournée en France
- 2011 : Notre-Dame de Paris Version symphonique à Kiev et au Palais omnisports de Paris-Bercy
- 2014 : Les Éternels du Rire, pour La Tournée des Stars de l'Humour au Palais des Sports puis tournée en France
- 2017 : French Musical Gala à Shanghai avec Laurent Bàn, Robert Marien, Mikelangelo Loconte, Damien Sargue, Hiba Tawaji
- 2017 : Francofolies de La Rochelle avec Christophe Willem
- 2021 : Concerts avec l'Orchestre symphonique de l'Aube à Troyes direction Gilles Millière , musiques des émissions télévisées Ushuaïa, le magazine de l'extrême et Navarro
- 2023 : Gala The Original - Koréa 2023 à Séoul, puis French Musical Gala Concert à Shanghai et Nankin en Chine avec Angelo Del Vecchio, Robert Marien, Mikelangelo Loconte, Laurent Bàn, Elhaida Dani, Gian Marco Schiaretti
- 2023 : Le Puzzle de nos Vies de Frédéric Zeitoun, théâtre Le Trianon
- 2024 : French Musicals Gala à Istanbul, Sofia, et Budapest avec  Angelo Del Vecchio, Mikelangelo Loconte, Damien Sargue, Elhaida Dani, Gian Marco Schiaretti

- 2024 - 2025 : Sylvie Vartan Je tire ma révérence au  Dôme de Paris - Palais des Sports et Palais des congrès de Paris

### Comédies musicales (claviers, arrangeur et directeur musical)
- 1988-1990 : Starmania de Michel Berger et Luc Plamondon, au théâtre de Paris et au théâtre Marigny, avec Maurane
- 1990-1991 : La Légende de Jimmy de Michel Berger et Luc Plamondon, scénographie Jérôme Savary, au théâtre Mogador, avec Diane Tell, Tom Novembre, Renaud Hantson et Nanette Workman
- 1993-2001 : Starmania de Michel Berger et Luc Plamondon, au théâtre Mogador, avec Bruno Pelletier et Isabelle Boulay
- 1998-2025 : Notre-Dame de Paris de Richard Cocciante et Luc Plamondon, avec Garou, Hélène Ségara, Bruno Pelletier, Daniel Lavoie, Luck Mervil, Julie Zenatti et Patrick Fiori, dans vingt pays
- 2002 : Cindy de Romano Musumarra et Luc Plamondon, au Palais des congrès, scénographie Gilles Maheu, avec Lââm, Murray Head

## Discographie

### (Claviers, arrangeur et directeur musical)
- Années 1970 : Pierre et Marc Jolivet, Yves Simon 3 albums + 2 Live, Diabolo menthe 45 T, Transit Express 3 albums, Guy Béart, Jacques Higelin, Angélic et Photis Ionatos, Alain Allanic, Sapho, David Rose, Pierre Rapsat 2 albums, Juan Pau Verdier, Serge Perathoner Album Piano Solo, BO Paco l'infaillible.
- Années 1980 : Richard Cocciante, Rose 2 albums, Blue Rose, Gérard Manset 4 albums, Nilda Fernández 2 45T, Mégumi Satsu 2 albums, Marie-Paule Belle 2 albums + 1 Live, BO Le Complexe du kangourou, Bernard Lavilliers, Gilles Langourou, Michel Berger 1 album + 1 Live, Jane Birkin Live, Ushuaïa, France Gall 1 album + 2 Live, Véronique Sanson, Johnny Hallyday 2 albums, Ushuaïa nombreuses compilations, Pierre Rapsat, Starmania 1988.
- Années 1990 : Nicoletta, Phil Barney, Marie Trintignant, France Gall, Joane Labelle, Jean Guidoni, Johnny Hallyday Johnny Hallyday Parc des Princes 1993, BO En plein cœur, Serge Perathoner et Jannick Top, Stephend, Claude Turner, Michel Berger, Régine, Phil Barney, Jane Birkin, David Marouani, Marc Jolivet, Céline Dion, Notre-Dame de Paris, Bruno Pelletier, Da Vinci, Lisa Faye, BO Simple Mortel, Caroline Legrand, Bernard Lavilliers, Ushuaïa nombreuses compilations, Zizi Jeanmaire, Gérard Manset, Starmania, Tycoon, La Légende de Jimmy, Johnny Hallyday, Sacha Distel, France Gall et Michel Berger Double Jeu, Les Enfoirés chantent Starmania, Starmania live 1998, France Gall Simple je – L'Intégrale Bercy.
- Années 2000 : Sylvie Vartan, BO Fabio Montale, Bruno Pelletier, Marc Jolivet, Gérard Manset, Yves Simon, Marie-Paule Belle, Régine, Richard Cocciante, Cindy, Michel Pascal, Pierre est le loup, Lio chante Prévert, BO Le Lion, BO Le Frère du guerrier, BO Origine contrôlée, Nadia Bell, BO Bienvenue chez les Rozes, BO Le Bleu de l'océan.
- Années 2010 : Lola Dargenti, Liane Foly La Folle Part en Cure, Gérard Manset A bord du Blossom, Corinne Kuzma, Hiba Tawaji, Les Éternels du Rire, Notre-Dame de Paris Corée - Italie, Katia Rybakova Les Lutins de la Chansons, Pascal Obispo Billet de femmes.
- Années 2020 : Gérard Manset Le Crabe au Pinces d'Homme, Jean-Jacques Sialelli Odyssée, Frédéric Zeitoun Le Puzzle de nos Vies, Gérard Manset L'Algue Bleue, Frédéric Zeitoun Les souvenirs de demain, Sylvie Vartan Je tire ma révérence DVD.

## Albums jazz-rock, projets spéciaux
Compositeur, claviers et directeur musical.
TRANSIT EXPRESS
Christian Leroux, guitare ; Jean-Claude Guselli, basse ; Dominique Bouvier, batterie ; David Rose, violon ; Serge Perathoner, claviers.
- 1975 : Priglacit, enregistré au studio Davout chez RCA France.
- 1976 : Opus progressif, enregistré au château d'Hérouville chez RCA France.
- 1977 : Couleurs naturelles, enregistré au château d'Hérouville chez RCA France.

DAVID ROSE GROUP
David Rose, violon ; Claude Salmiéri, batterie ; Gérard Prévost, basse ; Steve Shehan, percussions ; Serge Perathoner, claviers.
- 1977 : Distance Between Dreams, enregistré au château d'Hérouville, avec David Rose, violon, chez Gratte-Ciel France.

SERGE PERATHONER
- 1978 : Impressionnisme, album de piano solo enregistré au studio Davout, face A d'Erik Satie, face B de Serge Perathoner, chez Gratte-Ciel France.

ROSE
David Rose, violon ; Claude Salmiéri, batterie ; Gérard Prévost, basse ; Steve Shehan, percussions ; Serge Perathoner, claviers.
- 1979 : Worlds Apart, enregistré au studio Davout chez RCA New-York USA.
- 1981 : Behind the Line, enregistré au studio Casa Bianca à Modène (Italie) chez RCA New-York USA.

BLUE ROSE
David Rose, violon ; Christian Leroux, guitare ; Serge Perathoner, claviers.
- 1983 : Blue Rose, enregistré au studio de Longueville (France) et aux Minot Sound Studios, Inc. à New York chez Epic Records USA, deux clips vidéo en rotation sur MTV[1] et classé au Billboard.

### Projets Spéciaux
- 1984 : collaboration avec Jon Anderson, poème et chant, musique de Keith Jarrett (The Köln Concert) enregistré au studio EGP Paris.
- 2017 : Les Lutins de la chanson, album pour enfants de Katia Rybakova, musique de Sergueï Nikitine et Tchaïkovski, enregistré au studio PBME Paris.